# Kabba/Bunu
Kabba/Bunu è una delle ventuno aree a governo locale (local government areas) in cui è suddiviso lo stato di Kogi, in Nigeria. Estesa su una superficie di 2.706 km², conta una popolazione di 145.446 abitanti.